# San Miguel de Salinas
San Miguel de Salinas (em castelhano) ou Sant Miquel de les Salines (em valenciano) é um município da Espanha na província de Alicante, Comunidade Valenciana. Tem 54,9 km² de área e em 2021 tinha 6 553 habitantes (densidade: 119,4 hab./km²).

## Demografia
| Variação demográfica do município entre 1991 e 2004 | Variação demográfica do município entre 1991 e 2004 | Variação demográfica do município entre 1991 e 2004 | Variação demográfica do município entre 1991 e 2004 |
| --------------------------------------------------- | --------------------------------------------------- | --------------------------------------------------- | --------------------------------------------------- |
| 1991                                                | 1996                                                | 2001                                                | 2004                                                |
| 2955                                                | 3521                                                | 4310                                                | 5781                                                |